# Fannia grahami
Fannia grahami är en tvåvingeart som beskrevs av Chillcott 1961. Fannia grahami ingår i släktet Fannia och familjen takdansflugor. Inga underarter finns listade i Catalogue of Life.